# ミクニ
株式会社ミクニ（英称：Mikuni Corporation ）は主力製品である四輪自動車・二輪車用の部品をはじめ、生活環境機器、福祉車両、介護機器、航空宇宙産業向け部品、緑地関連商品など企画から製造まで幅広く事業を展開している企業である。
本社所在地は東京都千代田区外神田6丁目13-11。

## 主な製品
- 四輪用エンジン部品（インテークモジュール、スロットルボデー、バキュームポンプなど）
- 二輪用エンジン部品（電子制御燃料噴射関連機器、ディスチャージポンプ、キャブレター、オイルポンプ、ウォーターポンプなど）
- 燃料ポンプ
- ガス制御機器、制御弁
- 燃料燃焼型ヒーター（ベバスト〔ウエバスト〕ヒーター エンジンの稼動を必要としない燃焼式〔FF式〕ヒーター）
- ガス立ち消え安全装置
- 福祉機器類
- 加湿器
- 芝刈機・芝管理機械、産業用機械及び部品
- 航空宇宙用材料・機器・部品及び付属品

## 沿革
- 1923年（大正12年）‐ 合資会社三國商店を創立
- 1932年（大正13年）- アマルとガレリーの気化器製造権取得。
- 1933年（昭和8年）‐ 株式会社三國商店に改組。合資会社の業務一切を継承。
- 1936年（昭和11年）- 蒲田工場が生産を開始。
- 1939年（昭和14年）- 三國商工株式会社に商号変更。
- 1944年（昭和19年）- 小田原工場（現・小田原事業所）が生産を開始。
- 1948年（昭和23年）‐ 第二三國商工株式会社と株式会社三國製作所に分割
- 1949年（昭和24年）- 小型自動車用気化器並びにメカニカルポンプの生産を再開。
- 1950年（昭和25年）‐ 第二三國商工株式会社を三國商工株式会社に商号変更。
- 1955年（昭和30年）‐ 三國商工株式会社が株式会社三國製作所を吸収合併。
- 1960年（昭和35年）- 仏国ソレックス社と技術提携、ソレックス型気化器の生産を開始。
- 1961年（昭和36年）‐ 三國工業株式会社に商号変更。東京証券取引所市場第二部に上場。
- 1968年（昭和43年） - ミクニアメリカンコーポレーションを設立。
- 1971年（昭和46年）- 伊国シット社と技術提携、立ち消え安全装置の生産を開始。
- 1972年（昭和47年）- 東北三國工業株式会社を設立。
- 1978年（昭和53年）- 菊川工場が生産を開始。米国カイザー社と技術提携、ラジエータシャッタの生産を開始。
- 1991年（平成3年）‐ 株式会社ミクニに商号変更。
- 2009年（平成21年） - 商業秘密侵害罪の容疑で中国現地法人の元社長に実刑判決。中国で日本人が実刑判決を受けた稀有な例である[1]。
- 2013年（平成25年）‐ ドイツ・エバスペッヒャー製品の輸入・販売・アフターサービスを目的とした合弁会社エバスペヒャー ミクニ クライメットコントロール システムズを設立。
- 2015年（平成27年）‐ 東京証券取引所市場第一部に指定替え。株式会社ニッシン自動車工業の株式取得（完全子会社化）。旭エアーサプライ株式会社の株式取得（子会社化）。
- 2016年（平成28年）- 旭エアーサプライ株式会社の株式取得（完全子会社化）。福祉機器、健康機器及び携帯用加湿器等の製造および販売事業を吸収分割。株式会社ニッシン自動車工業を株式会社ミクニライフ＆オートと商号変更。
- 2019年（平成31年/令和元年）- パリ支店を開設。
- 2022年（令和4年）- 東京証券取引所プライム市場に指定替え。株式会社ミクニエアロスペースを設立。
- 2023年（令和5年）- 東京証券取引所プライム市場の上場維持基準未適合（流通株式時価総額）により、東京証券取引所スタンダード市場への移行を取締役会で決議（2023年10月20日移行）。
- 2025年(令和7年)6月2日　　スズキとBEV先行開発業務の委託で基本合意

## 国内主要拠点
- 本社（東京都千代田区）
- 小田原事業所 R&D拠点（神奈川県小田原市）
- 菊川事業所（静岡県菊川市）
- 盛岡事業所・滝沢工場（岩手県滝沢市）
- 盛岡事業所・大釜工場（岩手県滝沢市）

## 関連著名人
- 日置有紀（車椅子モデル・女優）- ミクニライフ&オートの専属モデルを務めている。日置有紀自身もミクニライフ&オートで改造した車に乗っており、手動装置やオートボックス等を使用し運転、運動を行っている。
  - 国際福祉機器展H.C.R では、ミクニライフ&オートの商品オートボックス等のデモンストレーションを行っており、障がいのある当事者を起用した宣伝を積極的に行っている。